# Letzin

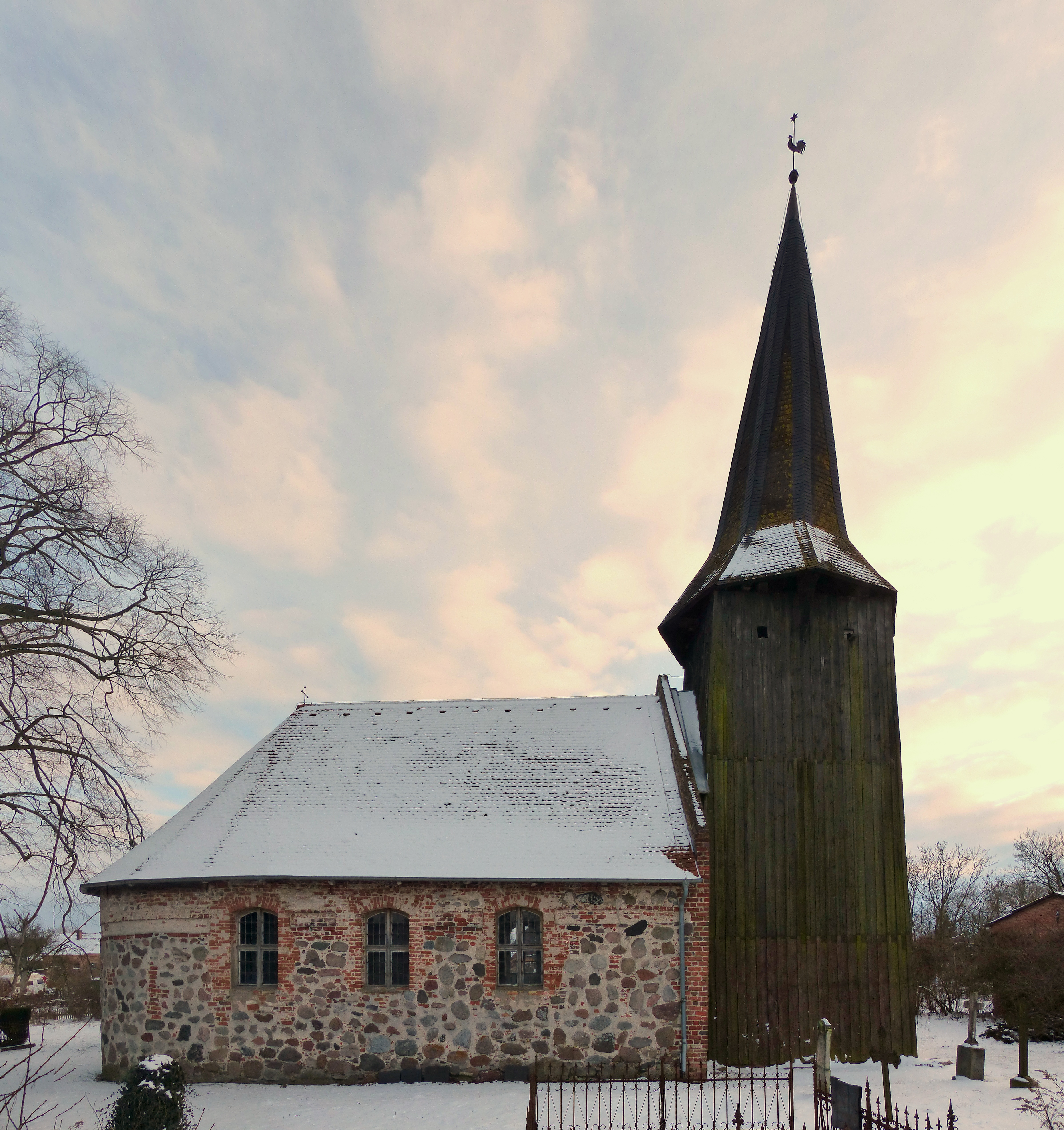
Kirche in Letzin

Letzin ist ein Ortsteil der Gemeinde Gnevkow im Amt Treptower Tollensewinkel im Landkreis Mecklenburgische Seenplatte in Mecklenburg-Vorpommern.
Er liegt zwischen  Altentreptow und Klempenow an der Straße nach Demmin.

## Geschichte
Von 1267 ist die älteste Erwähnung  des Ortes erhalten, in dem 40 Hufen dem Kloster Reinfeld in Holstein gehörten. Seit dem 18. Jahrhundert gehörte Letzin zum Kreis Demmin in Pommern im Königreich Preußen.

## Sehenswürdigkeiten
- Feldsteinkirche, aus dem 15. Jahrhundert
- ehemaliges Gutshaus